# Maria Teresa Valle Fontes
Maria Teresa Valle Fontes (Barcelona, 5 d'agost de 1935 - Barcelona, 27 de setembre de 2022) fou una pianista barcelonina.

## Biografia
Cursà els seus estudis musicals de la mà d'Emilia Parera de Ruiz i, posteriorment, fou deixebla del mestre Ferran Ardévol. Col·laborà ocasionalment com a concertista amb l'Orquestra de Cambra de Badalona i fou reconeguda amb la més alta distinció al Concurs Musical esdevingut al Conservatori del Liceu.
Es va presentar al Palau de la Música Catalana de Barcelona el 19 de febrer de 1951 amb l'Orquestra de Cambra de Viena, dirigida per Franz Litschaner, sent encara alumna de Ferran Ardèvol. L'any 1954 va obtenir el premi extraordinari del curs de virtuosisme de l'Acadèmia Ardévol, amb un jurat presidit pel jesuita i músic Antoni Massana i Bertran. La seva germana Maria Pilar també va estudiar piano a la mateixa acadèmia. Ambdues van intervenir en el concert commemoratiu dels centenaris de Mozart i Schumann del 8 de maig de 1956, al Casal del Metge de Barcelona.